# Dan Stevens
Daniel Jonathan Stevens (Croydon, Londres, Inglaterra, 10 de octubre de 1982) es un actor británico. Primero llamó la atención internacional por su papel de Matthew Crawley en la aclamada serie dramática de época Downton Abbey (2010–2012) y protagonizó a Bestia en la adaptación de acción real de Disney de La Bella y la Bestia (2017). De 2017 a 2019, interpretó a David Haller en la serie Legion de FX. En 2018, protagonizó el thriller de terror de Netflix Apostle y, desde 2023, interpreta a Korvo Opposites en la serie animada Solar Opposites.

## Biografía
Dan Stevens nació en la ciudad de Croydon, Surrey (Londres) y creció en Gales y en el sureste de Inglaterra. Fue adoptado a los pocos días de nacer. Los padres de Stevens son profesores y tiene un hermano menor. Estudió en el colegio privado Tonbridge School, en Kent, donde audicionó para un pequeño papel en la obra Macbeth, donde se entrenaba en la actuación con el National Youth Theatre de Gran Bretaña. En el Emmanuel College de Cambridge estudió Literatura Inglesa y actuó en numerosas obras teatrales realizadas por su universidad.
Está casado con la cantante de jazz y profesora de canto sudafricana Susie Hariet desde 2009. Tienen una hija llamada Willow que nació en 2009, un hijo llamado Aubrey que nació en 2012 y otra hija llamada Eden, nacida en 2016. La actriz Rebecca Hall es la madrina de su hija Willow.

## Trayectoria profesional
Stevens, durante una de sus vacaciones estivales en 2003, viajó a Eslovaquia para filmar la miniserie, ganadora de dos premios Emmy, Frankestein (2004).
Poco después de graduarse en Cambridge, Dan fue nominado a los premios Ian Charleson por su interpretación de Orlando en la obra As You Like It presentada en el Rose Theatre de Kingston (Surrey), un clásico de William Shakespeare dirigido por Peter Hall, actuando en gira por Inglaterra y por Estados Unidos.
Entre otros importantes roles en su carrera teatral pueden mencionarse el de Claudio en Much Ado About Nothing, Marban y Maitland en The Romans in Britain, Nicky Lancaster en The Vortex y Peregrine en Orley Farm.
En mayo de 2006 protagonizó el rol principal de Nick Guest, en la miniserie de la BBC The Line of Beauty. A continuación le tocó personificar a Lord Holmwood en la película para televisión Drácula y poco después, fue Michael Faber en Marple: Némesis, un telefilm basado en una historia de Agatha Christie. También integró el elenco de Maxwell, un drama televisivo acerca del famoso magnate de los medios, en el que su papel fue el de Basil Brookes. En 2008 fue elegido para interpretar a Edward Ferrars en la adaptación televisiva de "Sense & Sensibility", una producción de la BBC dividida en tres partes, que contó con la adaptación de Andrew Davies, con quien Dan había trabajado en The Line of Beauty. Un año más tarde debutó ante la gran pantalla al coprotagonizar el drama biográfico Hilde, sobre la vida de la artista alemana de la posguerra Hildegard Knef. Su segundo largometraje fue Vamps (2011), dirigido por Amy Heckerling y donde encabezó el elenco junto a Alicia Silverstone y Krysten Ritter.
En 2014 coprotagonizó e interpretó a Sir Lancelot en Night at the Museum: Secret of the Tomb junto con Ben Stiller, Robin Williams, Owen Wilson, Steve Coogan, Rami Malek, Rebel Wilson y Ben Kingsley, rodada en Londres y estrenada en diciembre. Stevens también interpretó el rol de Matthew Crawley en Downton Abbey, serie escrita y dirigida por Julian Fellowes y ambientada en los años previos a la I Guerra Mundial. Luego de una exitosa primera temporada en la que obtuvo cinco premios Emmy, además de otros galardones.
En 2016  protagonizó Colossal junto a Anne Hathaway y Jason Sudeikis en esa película de ciencia ficción y drama. En 2017 protagoniza una serie de televisión y un largometraje. Primero, a principios de febrero se estrena Legión, una serie basada en el personaje de la Marvel creado por Chris Claremont y Bill Sienkiewicz. Esta serie tiene como protagonista a Dan Stevens interpretando a David Haller. Luego, en marzo, protagoniza el 'remake' en acción real de Walt Disney Animation Studios de la película La bella y la bestia (1991). El nuevo filme está dirigido por Bill Condon, y en su reparto encontramos a Emma Watson como Bella, y a Stevens como Bestia, en cuya forma humana -también conocida como el Príncipe Adam- es el protagonista de la nueva imagen. Ambos artistas compartieron reparto con Luke Evans, Josh Gad, Ewan McGregor, Ian McKellen, Emma Thompson, Stanley Tucci y Kevin Kline, la película fue un éxito en taquilla. También ese mismo año  protagonizó junto con Chadwick Boseman, Kate Hudson y Josh Gad en la película dramática Marshall. En 2018, Stevens protagonizó la película de suspenso de Netflix Apostle, dirigida por Gareth Huw Evans. En 2019, Stevens coprotagonizó el drama Lucy in the Sky , estrenado en septiembre de 2019. Coprotagoniza con Natalie Portman y Jon Hamm, y está dirigido por Noah Hawley.
En 2020 antagonizo la película The Call of the Wild protagonizada por Harrison Ford basada en la novela del escritor Jack London, también antagonizo la película Eurovision Song Contest: The Story of Fire Saga que se estrenó en Netflix compartió reparto con Will Ferrell, Rachel McAdams, Pierce Brosnan, Demi Lovato y Mikael Persbrandt. En 2021, Stevens interpretó a un robot en el romance de ciencia ficción en alemán Ich bin dein Mensch. En 2022 hizo un papel secundario de voz en la película de Netflix en The Sea Beast .Y en 2024 protagonizara Godzilla y Kong: El nuevo imperio junto Rebecca Hall, Brian Tyree Henry y Fala Chen.

## Filmografía

### Cine
| Año  | Título                                          | Título | Papel                            | Ref(s) |
| Año  | Título original                                 | Título en español | Papel                            | Ref(s) |
| ---- | ----------------------------------------------- | --- | -------------------------------- | ------ |
| 2009 | Hilde                                           | España: Hilde Hispanoamérica.: Hilde | David Cameron                    |        |
| 2012 | Vamps                                           | España: Vamps Hispanoamérica.: Vamps | Joey                             |        |
| 2013 | Summer in February                              | España: Verano en febrero Hispanoamérica.: Verano en febrero                                                                                           | Gilbert Evans                    |        |
| 2013 | The Fifth Estate                                | España: El quinto poder Hispanoamérica.: El quinto poder                                                                                               | Ian Katz                         |        |
| 2014 | The Guest                                       | España: El invitado Hispanoamérica.: El invitado | David Collins                    |        |
| 2014 | A Walk Among the Tombstones                     | España: Caminando entre las tumbasHispanoamérica.: Un paseo por las tumbas                                                                             | Kenny Kristo                     |        |
| 2014 | The Cobbler                                     | España: Zapatero a tus zapatos Hispanoamérica.: Con la magia en los zapatos                                                                            | Emiliano                         |        |
| 2014 | Night at the Museum: Secret of the Tomb         | España: Noche en el museo: El secreto del faraón Hispanoamérica.: Una noche en el museo 3: El secreto de la tumba                                      | Lancelot                         |        |
| 2015 | Criminal Activities                             | España: Actividades criminales Hispanoamérica.: Actividades criminales                                                                                 | Noah                             |        |
| 2016 | The Ticket                                      | España:The Ticket Hispanoamérica.: The Ticket | James                            |        |
| 2016 | Norman                                          | España: Norman Hispanoamérica.: Norman: el hombre que lo conseguía todo                                                                                | Bill Kavish                      |        |
| 2016 | Colossal                                        | España: Colosal Hispanoamérica.: Ella es un monstro | Tim                              |        |
| 2017 | Beauty and the Beast                            | España: La bella y la bestia Hispanoamérica.: La bella y la bestia                                                                                     | Bestia                           |        |
| 2017 | Permission                                      | España: Una relación abierta Hispanoamérica.: Permiso                                                                                                  | Will Porter                      |        |
| 2017 | Kill Switch                                     | España: AutodestrucciónHispanoamérica.: Autodestrucción                                                                                                | Will Porter                      |        |
| 2017 | Marshall                                        | España: Marshall Hispanoamérica.:Marshall | Lorin Willis                     |        |
| 2017 | The Man Who Invented Christmas                  | España: El hombre que inventó la Navidad Hispanoamérica.: El hombre que inventó la Navidad                                                             | Charles Dickens                  |        |
| 2018 | Her Smell                                       | España: Her Smell Hispanoamérica.: Her Smell | 'Dirtbag' Danny                  | Ref.   |
| 2018 | Apostle                                         | España: El apóstol Hispanoamérica.: Apóstol | Thomas Richardson                | Ref.   |
| 2019 | Lucy in the Sky                                 | España: Lucy in the Sky Hispanoamérica.: Lucy in the Sky                                                                                               | Drew Cola                        |        |
| 2020 | The Call of the Wild                            | España: La llamada de lo salvajeHispanoamérica.: El llamado salvaje                                                                                    | Hal                              | Ref.   |
| 2020 | The Rental                                      | España: Vigilados Hispanoamérica.: Vigilados | Charlie                          |        |
| 2020 | Eurovision Song Contest: The Story of Fire Saga | España: Festival de la canción de Eurovisión: la historia de Fire Saga Hispanoamérica.: Festival de la canción de Eurovisión: la historia de Fire Saga | Alexander Lemtov                 |        |
| 2020 | Blithe Spirit                                   | España: Un espíritu burlón Hispanoamérica.: Un espíritu burlón                                                                                         | Charles Condomine                |        |
| 2021 | Earwig and the Witch                            | España: Earwing y la bruja Hispanoamérica.: Earwing y la bruja                                                                                         | Thomas (dobl. inglés)            |        |
| 2021 | I'm Your Man                                    | España: El hombre perfecto Hispanoamérica.: El hombre perfecto                                                                                         | Tom                              |        |
| 2022 | The Sea Beast                                   | España: Monstro marino Hispanoamérica.: El monstruo marino                                                                                             | Admiral Hornagold (dobl. inglés) |        |
| 2023 | The Boy and the Heron                           | España: El chico y la garza Hispanoamérica.: El chico y la garza                                                                                       | Parakeet (dobl. inglés)          |        |
| 2024 | Cuckoo                                          | España: Cuco Hispanoamérica.: Cuco | Mr. König                        | Ref.   |
| 2024 | Godzilla x Kong: The New Empire                 | España: Godzilla y Kong: El nuevo imperio Hispanoamérica.: Godzilla y Kong: El nuevo imperio                                                           | Trapper                          | Ref.   |
| 2024 | Abigail                                         | España: Abigail Hispanoamérica.: Abigail | Frank                            | Ref.   |
| 2025 | The Ritual                                      | | Padre Joseph Steiger             |        |
| 2025 | Swiped                                          | |                                  |        |

### Cortometrajes
| Año  | Título original                   | Personaje    | Ref(s) |
| ---- | --------------------------------- | ------------ | ------ |
| 2011 | The North London Book of the Dead | Speaker      |        |
| 2011 | Babysitting                       | Spencer      |        |
| 2012 | Shallow                           | Richard Dove |        |

### Series
| Año          | Título original                             | Personaje                           | Notes                                  | Ref(s) |
| ------------ | ------------------------------------------- | ----------------------------------- | -------------------------------------- | ------ |
| 2004         | Frankenstein                                | Henry Clerval                       | 2 episodios                            |        |
| 2006         | The Line of Beauty                          | Nick Guest                          | 3 episodios                            |        |
| 2007         | Agatha Christie's Marple                    | Michael Rafiel                      | Episodio: "Nemesis"                    |        |
| 2008         | Sense and Sensibility                       | Edward Ferrars                      | 3 episodios                            |        |
| 2010         | To Nisi                                     | Ed                                  | Episodio: "Pilot"                      |        |
| 2010–2012    | Downton Abbey                               | Matthew Crawley                     | Serie                                  |        |
| 2013         | The Tomorrow People                         | TIM (voz)                           | 3 episodios; uncredited                |        |
| 2014–2020    | High Maintenance                            | Colin                               | 4 episodios                            |        |
| 2015–2016    | SuperMansion                                | Bunsen (voz)                        | 2 episodios                            |        |
| 2017–2019    | Legion                                      | David Haller / Legion               | 27 episodios                           |        |
| 2018         | I Love You, America with Sarah Silverman    | James A. Garfield                   | Episodio: "Bernie Sanders"             |        |
| 2020         | Kipo and the Age of Wonderbeasts            | Scarlemagne, Hugo Oak (voz)         | 20 episodios                           |        |
| 2021         | Solos                                       | Otto / Tym                          | 2 episodios                            | Ref.   |
| 2021         | The Prince                                  | Prince Charles, Prince Philip (voz) | 12 episodios                           |        |
| 2022         | Central Park                                | Bitsy's Father (voz)                | 2 episodios                            |        |
| 2022         | Gaslit                                      | John Dean                           | 8 episodios                            |        |
| 2022         | Love, Death & Robots                        | Nigel / Technician                  | Episodio: "Mason's Rats"               |        |
| 2022         | Guillermo del Toro's Cabinet of Curiosities | Alo Glo Man                         | Episodio: "The Outside"                |        |
| 2022         | Welcome to Chippendales                     | Paul Snider                         | 1 episodio                             |        |
| 2023–present | Solar Opposites                             | Korvotron "Korvo" Opposites (voz)   | Temporada 4                            |        |
| TBA          | Zero Day                                    | Evan Green                          | Main role in miniseries; in-production |        |
| TBA          | Among Us                                    | Blue (voz)                          |                                        | Ref.   |

### Telefilmes
| Año  | Título original                                     | Personaje            | Ref(s) |
| ---- | --------------------------------------------------- | -------------------- | ------ |
| 2006 | Dracula                                             | Lord Arthur Holmwood |        |
| 2007 | Maxwell                                             | Basil Brookes        |        |
| 2009 | The Turn of the Screw                               | Dr. Fisher           |        |
| 2014 | Once Upon a Time: Wicked Is Coming (Especial de TV) | Narrator             |        |

### Documentales
| Año  | Título original            | Rol      | Ref(s) |
| ---- | -------------------------- | -------- | ------ |
| 2012 | The Making of Planet Earth | Narrador |        |
| 2012 | Forget Me Not              | Narrador |        |